# Betalaïne

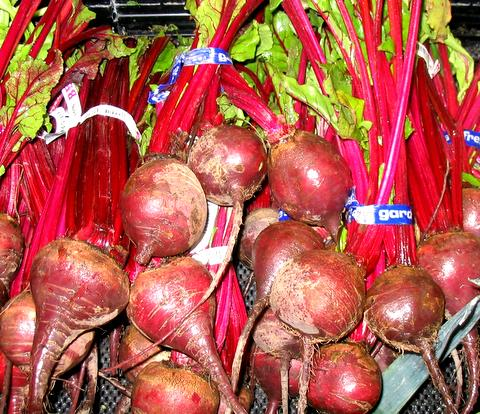
De rode kleur van bieten is afkomstig van betalaïnepigmenten

Betalaïnen zijn een klasse van rode (betacyaninen) of gele pigmenten (betaxanthinen) te vinden bij planten. Het zijn net als anthocyanen wateroplosbare pigmenten, gevonden in de vacuoles van plantencellen, maar in tegenstelling tot de anthocyanen zijn het indool-afgeleide componenten, gesynthetiseerd uit tyrosine. Ze zijn onder andere verantwoordelijk voor de dieprode kleur van rode bieten en worden commercieel als voedingskleurstoffen gebruikt. Ze komen nooit samen voor in planten met anthocyanen. De naam "betalaïne" is afkomstig van de wetenschappelijke naam van de biet (Beta vulgaris), waaruit als eerste betalaïnen geëxtraheerd werd. Betalaïnen kunnen voorkomen in eender welk deel van de plant, zoals de kroonbladen van bloemen, vruchten, bladen, stengels en wortels.